# Givairo Read
Givairo Read (Ámsterdam, Holanda Septentrional, 2 de junio de 2006) es un futbolista neerlandés. Juega de lateral derecho y su equipo actual es el Feyenoord de la Eredivisie, máxima categoría del fútbol neerlandés.

## Trayectoria
En el año 2017 se incorporó a las juveniles del FC Volendam y fue escalando en las diferentes categorías. Fue ascendido a la reserva del club en 2022, tuvo participación regular en la tercera categoría del fútbol neerlandés, debido a ser la peor reserva de la temporada, jugaron un play-off contra Almere City y salieron victoriosos, lo que significó mantener categoría. Disputó 12 partidos y convirtió un gol durante el campeonato, se transformó en el debutante y goleador más joven de la categoría, con 15 años.
Para la temporada 2022-23, se afianzó como titular, jugó 24 partidos y convirtió 1 gol, pero descendieron de categoría.
Debutó como profesional el 17 de marzo de 2023, el entrenador Wim Jonk lo hizo ingresar al minuto 85 para enfrentar a Fortuna Sittard y ganaron 2-1. Disputó su primer encuentro oficial con 16 años y la camiseta número 27.
El 6 de junio de 2023, se anunció su fichaje por Feyenoord. En principio jugó con la sub-18, pero por su buen nivel, para la segunda mitad de la temporada fue ascendido al primer equipo y empezó a ser convocado por Arne Slot.
Debutó en su nuevo club el 15 de febrero de 2024, con 17 años, jugó los minutos finales contra Roma por Europa League, el encuentro culminó 1-1.
Culminó la temporada con participación en la sub-21 del club, además de la sub-18 y la sub-19 que jugó la Champions League Juvenil.
El 13 de septiembre de 2024, firmó una renovación de contrato, hasta 2028. Comenzó a tener protagonismo en el primer equipo y se afianzó como titular, en abril de 2025 se anunció un principio de acuerdo para extender de su contrato hasta 2029.

## Selección nacional
Ha sido internacional con la selección de fútbol de Países Bajos en las categorías juveniles sub-17 y sub-19.

## Estadísticas

### Clubes
Actualizado al último partido disputado el 18 de mayo de 2025.
| Club                         | Div.          | Temporada     | Liga  | Liga  | Liga   | Copas nacionales | Copas nacionales | Copas nacionales | Copas internacionales | Copas internacionales | Copas internacionales | Total | Total | Total  |
| Club                         | Div.          | Temporada     | Part. | Goles | Asist. | Part.            | Goles            | Asist.           | Part.                 | Goles                 | Asist.                | Part. | Goles | Asist. |
| ---------------------------- | ------------- | ------------- | ----- | ----- | ------ | ---------------- | ---------------- | ---------------- | --------------------- | --------------------- | --------------------- | ----- | ----- | ------ |
| RKAV Volendam · Países Bajos | 3.ª           | 2021-22       | 12    | 1     | 0      | —                | —                | —                | —                     | —                     | —                     | 12    | 1     | 0      |
| RKAV Volendam · Países Bajos | 3.ª           | 2022-23       | 24    | 1     | 1      | —                | —                | —                | —                     | —                     | —                     | 24    | 1     | 1      |
| RKAV Volendam · Países Bajos | Total club    | Total club    | 36    | 2     | 1      | 0                | 0                | 0                | 0                     | 0                     | 0                     | 36    | 2     | 1      |
| FC Volendam · Países Bajos   | 1.ª           | 2022-23       | 1     | 0     | 0      | -                | -                | -                | —                     | —                     | —                     | 1     | 0     | 0      |
| FC Volendam · Países Bajos   | Total club    | Total club    | 1     | 0     | 0      | 0                | 0                | 0                | 0                     | 0                     | 0                     | 1     | 0     | 0      |
| Feyenoord · Países Bajos     | 1.ª           | 2023-24       | 0     | 0     | 0      | 0                | 0                | 0                | 1                     | 0                     | 0                     | 1     | 0     | 0      |
| Feyenoord · Países Bajos     | 1.ª           | 2024-25       | 26    | 2     | 7      | 4                | 1                | 1                | 3                     | 0                     | 0                     | 33    | 3     | 8      |
| Feyenoord · Países Bajos     | 1.ª           | 2025-26       | 0     | 0     | 0      | -                | -                | -                | -                     | -                     | -                     | 0     | 0     | 0      |
| Feyenoord · Países Bajos     | Total club    | Total club    | 26    | 2     | 7      | 4                | 1                | 1                | 4                     | 0                     | 0                     | 34    | 3     | 8      |
| Total carrera                | Total carrera | Total carrera | 63    | 4     | 8      | 4                | 1                | 1                | 4                     | 0                     | 0                     | 71    | 5     | 9      |
| 1. 2.                        |               |               |       |       |        |                  |                  |                  |                       |                       |                       |       |       |        |

### Selección
Actualizado al último partido disputado el 26 de junio de 2025.
| Selección             | Temporada         | Continental | Continental | Continental | Mundial | Mundial | Mundial | Amistosos | Amistosos | Amistosos | Total | Total | Total  |
| Selección             | Temporada         | Part.       | Goles       | Asist.      | Part.   | Goles   | Asist.  | Part.     | Goles     | Asist.    | Part. | Goles | Asist. |
| --------------------- | ----------------- | ----------- | ----------- | ----------- | ------- | ------- | ------- | --------- | --------- | --------- | ----- | ----- | ------ |
| Sub-17 · Países Bajos | 2022-23           | 3           | 0           | 0           | —       | —       | —       | 3         | 0         | 0         | 6     | 0     | 0      |
| Sub-17 · Países Bajos | Total sel.        | 3           | 0           | 0           | 0       | 0       | 0       | 3         | 0         | 0         | 6     | 0     | 0      |
| Sub-19 · Países Bajos | 2023-24           | 4           | 0           | 0           | —       | —       | —       | 3         | 0         | 0         | 7     | 0     | 0      |
| Sub-19 · Países Bajos | 2024-25           | 9           | 1           | 2           | —       | —       | —       | 3         | 1         | 0         | 12    | 2     | 1      |
| Sub-19 · Países Bajos | Total sel.        | 13          | 1           | 2           | 0       | 0       | 0       | 6         | 1         | 0         | 19    | 2     | 2      |
| Total selecciones     | Total selecciones | 16          | 1           | 2           | 0       | 0       | 0       | 9         | 1         | 0         | 25    | 2     | 2      |
| 1.                    |                   |             |             |             |         |         |         |           |           |           |       |       |        |

## Palmarés

### Títulos internacionales
| Título                      | Equipo                    | Sede    | Año  |
| --------------------------- | ------------------------- | ------- | ---- |
| Campeonato de Europa Sub-19 | Selección de Países Bajos | Rumania | 2025 |

### Títulos nacionales
| Título                        | Club      | País         | Año  |
| ----------------------------- | --------- | ------------ | ---- |
| Copa de los Países Bajos      | Feyenoord | Países Bajos | 2024 |
| Supercopa de los Países Bajos | Feyenoord | Países Bajos | 2024 |

### Distinciones individuales
| Distinción                                                             | Año  |
| ---------------------------------------------------------------------- | ---- |
| Nominado al Premio Golden Boy                                          | 2025 |
| Parte del equipo del torneo del Campeonato de Europa Sub-19 de la UEFA | 2025 |